# منطقة بكشلوتشاي الريفية
منطقة بكشلوتشاي الريفية (بالفارسية: دهستان بکشلوچای) هي أحد المناطق الريفية التابعة للناحية المركزية، مقاطعة أرومية، محافظة أذربيجان الغربية، إيران، وعاصمتها هي إمامزادة، وأكبر قراها هي ريحان آباد. تضم 60 قرية، ويبلغ عدد سكانها 34683 نسمة حسب إحصاء 2016.